# Travis Air Force Base
| Flygfoto över basen från 1993 samt en C-5 Galaxy som lyfter vid en flyguppvisning där vid en 2014. |  | Flygfoto över basen från 1993 samt en C-5 Galaxy som lyfter vid en flyguppvisning där vid en 2014. |
| Flygfoto över basen från 1993 samt en C-5 Galaxy som lyfter vid en flyguppvisning där vid en 2014. |  | |

Travis Air Force Base är en militär flygplats (IATA: SUU, ICAO: KSUU, FAA LID: SUU) tillhörande USA:s flygvapen som är belägen utanför Fairfield i Solano County, ungefär halvvägs mellan Sacramento och San Francisco i Kalifornien.
Travis Air Force Base hanterar mer last och passagerare än någon annan militär flygterminal i USA och beskrivs därför som "porten mot Stilla havsområdet". Den är även den största arbetsgivaren i såväl countyt och staden och bidrar till den lokala ekonomin med mer än 1 miljard USD per år.

## Verksamhet
60th Air Mobility Wing (60 AMW), som ingår i Air Mobility Command, är basens värdförband och disponerar en flygplansflotta i vilken ingår 26 stycken C-5 Galaxy och 13 stycken C-17 Globemaster samt 27 stycken KC-10 Extender för lufttankning. Reservförbandet 349th Air Mobility Wing (349 AMW) är ett associerat förband till 60 AMW och delar samma flygplansflotta.
På Travis Air Force Base finns även ett detachement, från Fleet Air Reconnaissance Squadron 3 (VQ-3) vid Tinker Air Force Base i Oklahoma, för flottans TACAMO-flyg, E-6B Mercury, som är modifierade Boeing 707 som kan kommunicera med ubåtar i undervattensläge samt fungera som flygande ledningscentral för United States Strategic Command i nödsituation.